# Quentin Fercoq
Quentin Fercoq (Harfleur, 5 marzo 1999) è un pattinatore di short track francese.

## Biografia
Gareggia per il Club de Vitesse sur Glace du Havre. E' allenato da Gregory Durant.
Si è messo in mostra a livello giovanile ai Giochi olimpici giovanili di Lillehammer 2016, vincendo la medaglia d'oro per la Squadra mista nella staffetta 3000 metri, con la norvegese Ane Farstad, la sudcoreana Kim Ji-yoo ed il belga Stijn Desmet; è poi giunto 6º nei 500 m e 14º nei 1000 m per la sua nazione.
Alla XXIX Universiade invernale di Krasnojarsk 2019 ha vinto la medaglia d'argento nei 1500 m alle spalle del cinese An Kai.
Ha rappresentato la Belgio ai Giochi olimpici invernali di Pechino 2022, dove è stato eliminato in batteria nei 500 m e ai quarti nei  1000 m e 1500 m. Nella staffetta 2000 m mista ha ottenuto il dodicesimo posto con Tifany Huot-Marchand, Gwendoline Daudet e Sébastien Lepape.

## Palmarès

### Per la Francia
- Mondiali

Montréal 2022: argento nei 500 m.
- Europei

Dresda 2025: oro nella staffetta mista 2000 m; bronzo nei 500 m.
- Universiadi

Krasnojarsk 2019: argento nei 1500 m.

### Per laSquadra mista
- Giochi olimpici giovanili

Lillehammer 2016: oro nella staffetta 3000 metri;